# Burg Kalbe
Die Burg Kalbe, früher Calbe geschrieben, ist die Ruine einer Wasserburg zwischen zwei Armen der Milde im Stadtgebiet der Stadt Kalbe im Altmarkkreis Salzwedel in Sachsen-Anhalt.
Die Wasserburg wurde im 10. Jahrhundert als sächsische Grenzfestung gegen die Wenden erbaut, vermutlich an der Stelle einer slawischen Wallburg im Sumpfgebiet der Milde. Ein in ihrem Schutz begründetes Nonnenkloster, das die Obotriten 983 verwüsteten, bestand hier bis 1121. Die Burg gehörte zu den vier altmärkischen Burgwarden, die landesherrliche Gerichts- und Wehrbezirke verwalteten, neben Burg Tangermünde, Osterburg und Arneburg. Diese schützten das fränkisch kolonisierte Gebiet und die Missionsklöster zwischen Elbe und Milde.
Die Burg war durch drei Wassergräben und vier Vorburgen und Verschanzungen vor Angreifern gut geschützt. Sie war namensgebend für das märkische Adelsgeschlecht von Kalben, das 1207 urkundlich in Zusammenhang mit der Burg genannt wird und hier Ministerialendienst tat. Ende Juni 1240 wurde die Burg im Teltow-Krieg und Magdeburger Krieg zerstört, als Markgraf Johann I. von Brandenburg die Anlage belagerte, wohin sich der verwundete Magdeburger Erzbischof Wilbrand von Käfernburg nach der schweren Niederlage vom 24. Juni bei der Schlacht an der Biese, mit den Resten seiner Getreuen geflüchtet hatte.
Im Jahre 1300 wurde das Geschlecht von Kröcher Lehnsträger. Nach dem Aussterben der brandenburgischen Askanier übernahmen die Welfen die Altmark und belehnten 1324 das Adelsgeschlecht von Alvensleben, das die Herrschaft den Kröcher abgekauft hatte, mit der Burg. Die Alvensleben bauten die seinerzeit in Ruinen liegende Burg nun zur größten Burg der Altmark aus; über Dämme wurde Wasser von der Milde zur Befüllung neu ausgehobener Burggräben herangeführt. So wurde der Calbesche Werder mit sämtlichen Ortschaften in eine befestigte, durch Außenwerke verteidigte Insel verwandelt. Die umfangreichen Erd- und Wasserwerke stellten eine bedeutende technische Leistung dar. In Verbindung mit der gesicherten Stadt und den Außenwerken bot die Feste Raum für größere Heerhaufen, deren Verproviantierung durch mitgeschütztes Weide- und Ackerland, Mühlen und Dörfer gesichert war. Nur ein großer Belagerungsring vermochte Calbe einzuschließen.

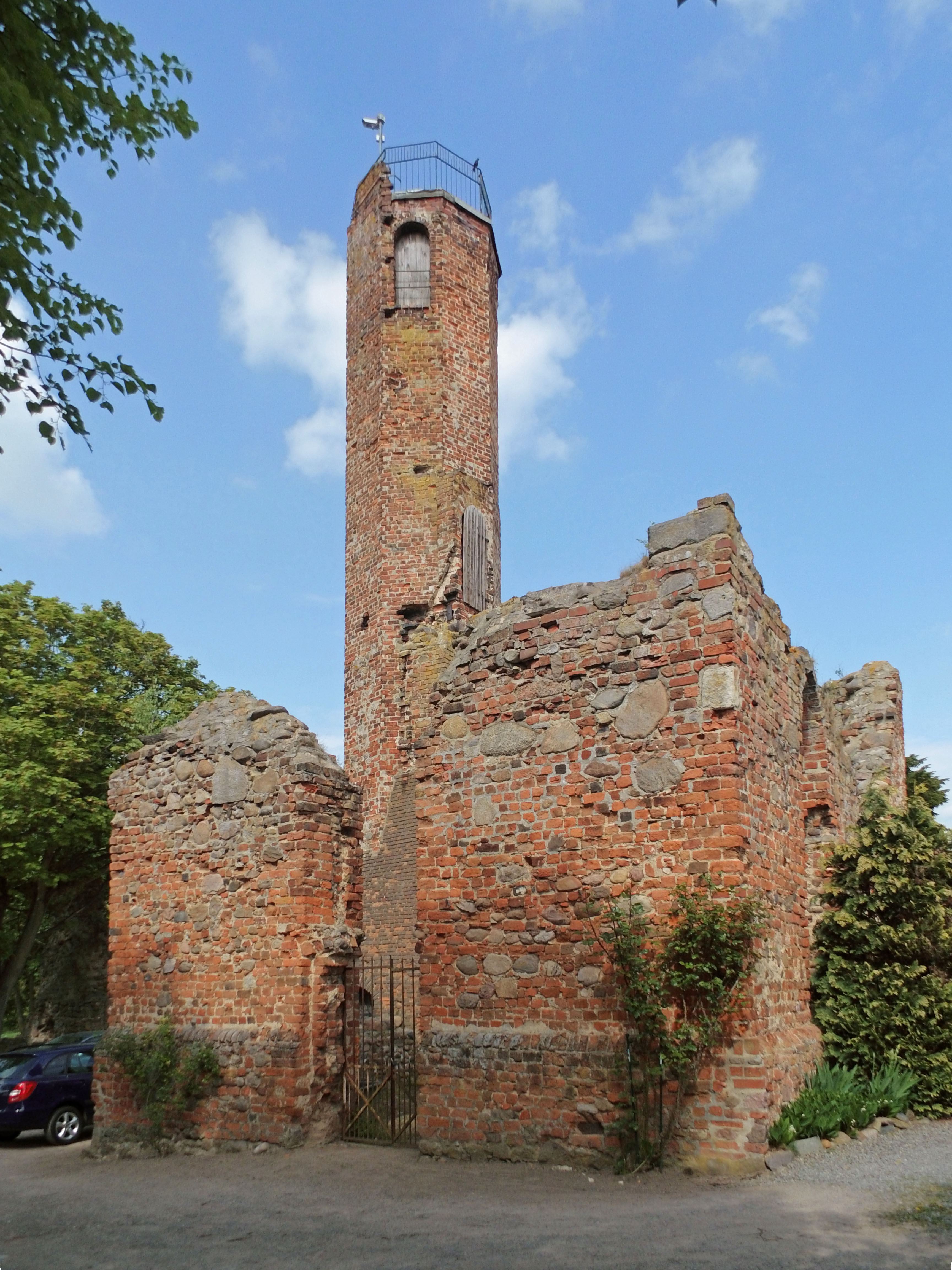
Burg Kalbe

Kalbe und Bismark waren Mediatstädte und bis zu den Preußischen Reformen Anfang des 19. Jahrhunderts Gerichtsbezirke der Burgherren, denen außerdem bis ins 18. Jahrhundert Besitz in 73 Dörfern gehörte. Die Herrschaft Calbe war gemeinsames Kondominat mehrerer Linien der Familie von Alvensleben, die gemeinsam auf der Burg einen Kommandanten einsetzten. 1479 wurde die Burg letztmals erneuert. Im Dreißigjährigen Krieg 1631 wurden die Mauern und Wälle geschleift, die Burg verfiel zur Ruine; die Herrschaft blieb bestehen und gelangte 1795 in den Alleinbesitz der Alvensleben auf Schloss Neugattersleben.
Die ehemalige Burganlage auf einem Sumpfhorst des Kalbeschen Werders hatte eine Burgfläche mit einem Durchmesser von 360 Metern und war 1584 im Gelände noch gut erkennbar. 1903 wurde die Burgruine durch die Familie von Alvensleben so hergerichtet, dass sie nicht weiter verfiel. Die Burgbesitzer wurden 1945 enteignet. Heute sind noch Ruinen der Kapelle, des Tores und des Wohnhauses erhalten. Die Burg ist denkmalgeschützt.